# Société d'études et de constructions aéronavales
La Société d'études et de constructions aéronavales (SECAN) est un constructeur français d'échangeurs thermiques et d'avions de tourisme bipoutres (deux modèles, dont un prototype). 
La société est aujourd'hui spécialisée dans la fabrication d'échangeurs thermiques et de climatiseurs industriels pour l'aviation civile et militaire, le sport automobile, l'armée.

## Histoire

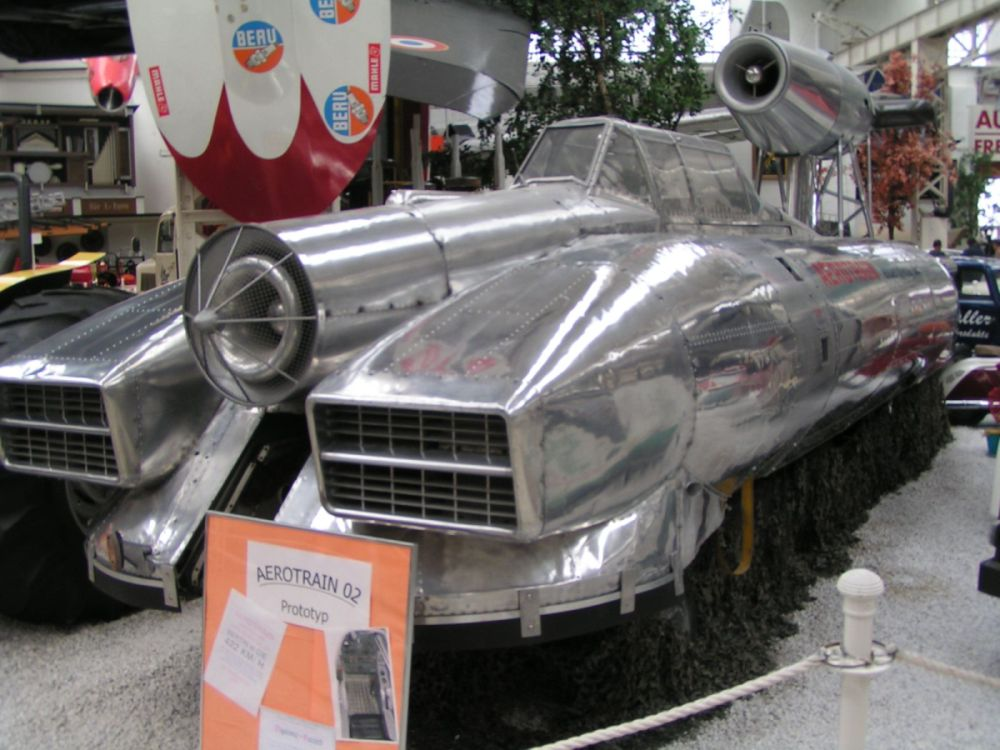
L'aérotrain 02.

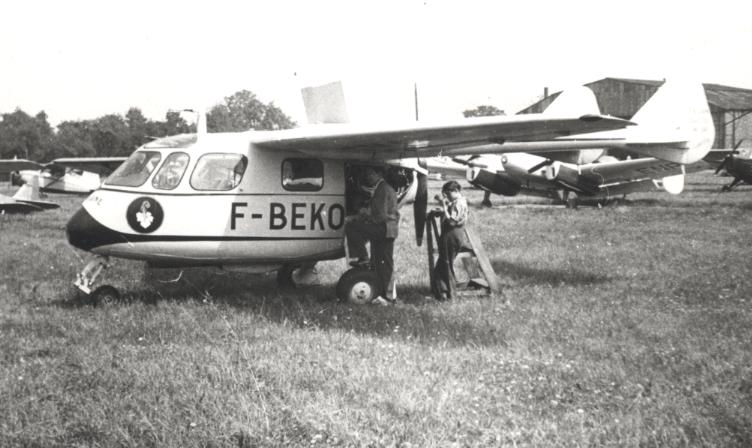
Le SUC-10 Courlis.

La SECAN est créée en 1941 comme une branche de la Société des usines Chausson fondée en 1907 par Gaston et Jules Chausson à Asnières[réf. souhaitée].
En 1945, la SECAN se déplace à Gennevilliers, où elle développe un avion de tourisme et d’affaires à quatre places et hélice propulsive, le SUC-10 Courlis. Le premier est livré en 1947, 152 sont ensuite fabriqués. Beaucoup ne voleront jamais, en raison de problèmes de moteurs.
De 1950 à 1965, la SECAN se spécialise dans la chaudronnerie aéronautique et développe ses activités thermiques[réf. souhaitée]. Elle participe à différents programme d’aviation militaire et civile[réf. souhaitée]. En 1961, l'entreprise se développe à Witry-lès-Reims, dans les anciens locaux d'ARCE puis de Marelli[réf. souhaitée].
En 1984, elle acquiert l'activité échangeurs thermiques de JAEGER Aéronautique, à la suite de la vente de la division à Thomson CSF (cette activité n'entrait pas dans la stratégie de Thomson-CSF)[réf. souhaitée]. L'activité réparation des échangeurs est relocalisée à Vendôme[réf. souhaitée].
En 1968, la SECAN construit l'Aérotrain 02 de Jean Bertin dans ses ateliers de Gennevilliers avec les équipes de Pierre Couturier.[réf. souhaitée]
En 1987, la SECAN ouvre son capital à de nouveaux actionnaires (dont Allied Signal Aerospace Company) pour conforter sa place d’équipementier aéronautique au niveau européen et pour accéder plus facilement au marché mondial[réf. souhaitée]. En 1995, Allied Signal Aerospace Company devient l’actionnaire majoritaire de la SECAN[réf. souhaitée].
En 1999, Honeywell rachète AlliedSignal et devient l'actionnaire majoritaire de la SECAN[réf. souhaitée].
Le site de Witry-lès-Reims est vendu au groupe AEds-Baccarat Précision en 2014,. Le site de Vendôme est vendu à Honeywell en mai 2015, et SECAN se concentre sur son site historique de Gennevilliers[réf. souhaitée].
En 2015, l'entreprise est rachetée par Quantum Capital Partners[réf. souhaitée]. Fin 2023, elle est rachetée par Tikehau Capital[réf. souhaitée].